# 214-я воздушно-десантная бригада
214-я воздушно-десантная бригада (214-я вдбр) — воинское соединение Сухопутных войск, позже ВДВ, в РККА Вооружённых Сил Союза Советских Социалистических Республик, принимавшее участие в Великой Отечественной войне.

## 1-е формирование
1938 год
Летом началось переформирование 47-й авиадесантной бригады особого назначения в 214-ю воздушно-десантную бригаду с выводом её из состава Военно-воздушных сил и введением в состав Сухопутных войск.
10 июня из эскадрилий 47-й авиадесантной бригады особого назначения (далее 47-я адброн) на аэродроме "Боровское" (7 км юго-восточнее Починка/60 км юго-восточнее Смоленска, с. Боровское), началось формирование 3-го тяжёлого бомбардировочного авиационного полка на самолётах ТБ-3.
26 июля 1938 года Белорусский военный округ переименован  в Белорусский Особый военный округ.
Из остальных, наземных частей, подразделений 47-я адброн формируется 214-я воздушно-десантная бригада БелВО в г. Марьина Горка.  Командиром бригады назначен А. Ф. Левашов.,,
Воздушно-десантная бригада по штату имела 1689 человек личного состава и включала в себя:
-один парашютный батальон;
-один мотомеханизированный батальон;
-артиллерийский дивизион.
Бригада принимала участие в советско-финской войне. 204-я и 214-я воздушно-десантные бригады, находясь в резерве 15-й армии, неоднократно вводились в бой в самые критические моменты обстановки.
Бригада находилась в составе Южного фронта (20 июня - 10 июля 1940), но участия не принимала в освободительном походе рабочих и крестьян от гнёта капиталистов и помещиков в июне-июле 1940 года в Бессарабию, оккупированную Румынией. В качестве воздушных десантов было принято решение высадить 204-ю и 201-ю авиадесантные бригады, а 214-ю предусматривалось иметь в резерве.
Авиадесантные бригады были заблаговременно сосредоточены по железной дороге в исходный для десантирования район Борисполь - 204-я авиадесантная бригада, Калиновка - 214-я воздушно-десантная бригада, Скоморохи - 201-я авиадесантная бригада, Гоголево. Протяжённость маршрута от исходного района до района десантирования составляла в среднем 350 км.
Бригада участия в операции по освобождению Бессарабии и Северной Буковины не приняла.

## Полное название
214-я воздушно-десантная бригада

## Подчинение
- 15-я армия Северо-Западного фронта (9.02 – 13.03.1940)
- Киевский военный округ (июнь 1940)
- 9-я армия Южного фронта (20 июня - 10 июля 1940)

## Командование
Командиры бригады:
- Алексей Фёдорович Левашов, (январь – март 1940).

## Состав
На 15.01.1940:
- управление бригады
- 1-й батальон
- 2-й батальон
- 3-й батальон

## Боевой путь

### Советско-финская войона
1940 год
18 января
С начала января соединения 15-й армии (командующий войсками армии Ковалёв М.П.) вели под Питкярантой тяжёлые бои с упорно оборонявшимся противником.
13 марта
В 23 часа 12 марта 1940 года между СССР и Финляндией подписан договор о прекращении военных действий и о мире между обеими странами.
20 апреля
С апреля 1940 г. началась переброска советских войск с финского фронта к местам постоянной дислокации. Одновременно происходило усиление группировки Красной армии на Юго-Западном направлении.
10 июня
10 июня в 0.35-1.00 начальник Генштаба РККА Маршал Советского Союза Шапошников Борис Михайлович  направил командующим войсками Киевского Особого военного округа генералу армии Жукову Георгию Константиновичу и Одесского военного округа генерал-лейтенанту Болдину Ивану Васильевичу шифротелеграммы. В шифротелеграммах приказывалось привести в готовность управления стрелковых корпусов с корпусными частями, стрелковые дивизии, танковые бригады, артполки РГК и все понтонные средства.
Военные советы КОВО и ОдВО после получения директив в течение 15 минут оповестило войска о приведении в боевую готовность.
20 июня
20 июня 1940 в 21.40 командиры Генерального штаба Красной Армии подполковник Шикин и майор Рыжаев, прибывшие из Москвы в Киев,  вручили командующему войсками КиевОВО генералу армии  Г. К. Жукову директиву наркома обороны СССР и начальника Генштаба № 101396/СС. Командование Красной Армии приказывало приступить к сосредоточению войск и быть готовым к 22 часам 24 июня к решительному наступлению с целью разгромить румынскую армию и занять Бессарабию. Для управления войсками из состава Управления Киевского Особого Военного Округа выделяется управление Южного фронта. Командующим войсками фронта назначается командующий войсками КиевОВО генерал армии Жуков, Георгий Константинович, штаб фронта в г. Проскуров.
20 июня из Риги была выведена 214-я авиадесантная бригада БОВО, переброшенная к 26 июня в Калиновку в распоряжение Южного фронта.
20 июня 201-я авиадесантная бригада Ленинградского военного округа, которая не была использована в Эстонии, получила приказ Генштаба о перебазировании в распоряжение Южного фронта.
25 июня 201-я авиадесантная бригада из Сольцов ЛенВО была переброшена к 25 июня в Скоморохи.

### Освободительный поход в Бессарабию
28 июня 1940 года
28 июня в 11.00 после получения ответа румынского правительства советские войска получили новую задачу — без объявления войны занять Бессарабию и Северную Буковину.
Военный совет Южного фронта отдал войскам директиву № А00149, которой поставил новую задачу войскам Южного фронта — быстрым выдвижением к р. Прут закрепить за СССР территорию Буковины и Бессарабии.
28 июня в 14.00 войска Южного фронта начали операцию по занятию территории Северной Буковины и Бессарабии.
28 июня в 20.00 командующий ВВС Южного фронта генерал-лейтенант Ф. А. Астахов отдал предварительное распоряжение командиру 201-й авиабригады о высадке десанта в районе Болграда.
29 июня
29 июня в 8.00 самолёты с десантниками 204-й адбр стартовали в сторону юга Бессарабии.
В течение дня штаб 9-й армии передислоцировался в Тирасполь.
29 июня до 14.30 выброска десанта 204-й адбр завершилась в 10 км севернее г.Болград.
К исходу дня 29 июня 5-й кавкорпус своими главными силами достиг района Петровка, Стурдзяны. В районе Манзырь части 32-й кавдивизии задержали группу румынских военнослужащих на 40 подводах, у которых было изъято 14 200 леев, 86 винтовок, 4 пистолета, 117 штыков, 5 тыс. патронов и различные продукты, а также сейф с секретными документами. Танковые полки 9-й и 32-й кавдивизий достигли Чимишлии и Романова. В связи с высадкой 204-й авиадесантной бригады в районе Болграда корпусу было приказано не продвигаться далее линии Чимишлия - Комрат - Романово (см. Романовка, Бессарабка), а 14-я танковая бригада вернулась на восточный берег Днестра и сосредоточилась в Парканах.
30 июня
30 июня в 4.55 командующий ВВС Южного фронта отдал приказ о переброске в г. Измаил 201-й авиадесантной бригады.
30 июня с 9.35 до 12.15 44 самолёта ТБ-3 с 809 десантниками 201-й адбр на борту взлетели и взяли курс на г. Измаил.
30 июня к 18.00 Измаил был занят 201-й адбр.
3 июля. Окончание освободительного похода в Бессарабию
3 июля государственная граница была зарыта советскими войсками.
5 июля в связи с окончанием Бессарабского похода войска Южного фронта были приведены в состояние постоянной боевой готовности мирного времени.
9 июля было расформировано управление Южного фронта.
10 июля было расформировано управление 9-й армии.

### Великая Отечественная война
На начало войны бригада находилась в составе 4-го воздушно-десантного корпуса и располагалась вместе с другими бригадами корпуса в районе посёлка Пуховичи (50 км на юго-восток от Минска). 28 июня получила приказ выдвинуться в сторону Старых Дорог и была подчинена 210-й моторизованной дивизии. После отхода 210-й моторизованной дивизии бригада около двух месяцев действовала одна в тылу немецких войск на коммуникациях противника. В ночь на 19 июля 1941 года 214-я бригада совершила налет на железнодорожную станцию Марьина Горка, куда прибыл для разгрузки вражеский эшелон с боевой техникой и боеприпасами.
25 июля 1941 года 214-я воздушно-десантная бригада пробилась к своим войскам и вышла в расположение 21-й армии в районе н.п. Калинковичи. Всего из окружения вышло 1200 бойцов. 28 августа бригада сосредоточилась на юго-западной окраине города Мена, 5 сентября 1941 года бригада оборонялась на южном берегу реки Десна в районе станции Бутовка, затем была выведена в резерв армии в район Шаповаловки. 8 сентября остатки бригады были брошены в бой в район н.п. Григоровка (15 км южнее Бахмача), куда прорвались немецкие танковые дивизии, вместе с остатками трех кавалерийских дивизий 21-й армии и 55-й стрелковой дивизии. Дальнейшая судьба бригады точно неизвестна.
21 октября 2015 года боевое знамя бригады было передано министром обороны России Сергеем Шойгу министру обороны Белоруссии Андрею Равкову.